# Anolis carpenteri
Espèce
Synonymes
- Norops carpenteri (Echelle, Echelle & Fitch, 1971)

Statut de conservation UICN

 LC  : Préoccupation mineure
Anolis carpenteri est une espèce de sauriens de la famille des Dactyloidae. 

## Répartition
Cette espèce se rencontre au Panama, au Costa Rica et au Nicaragua.

## Étymologie
Cette espèce est nommée en l'honneur de Charles Congden Carpenter.

## Publication originale
- Echelle, Echelle & Fitch, 1971 : A new anole from Costa Rica. Herpetologica, vol. 27, p. 354-362.